# William Ousty
Pas d'image ? Cliquez ici

a Compétitions nationales et continentales officielles uniquement.

William Ousty, né le 7 novembre 1993, est un joueur français de rugby à XIII évoluant au poste de talonneur. Formé à Tonneins, il fait ses premiers matchs dans le Championnat de France sous les couleurs de Villeneuve-sur-Lot avant rejoindre Albi avec qui il remporte le Championnat de France de 2e division. En 2019, il retourne à Villeneuve-sur-Lot. Parallèlement, il connaît une convocation avec l'équipe de France en juin 2019. Il a mis fin à sa carrière à la suite de la saison 2023/2024.

## Biographie
Avec son club formateur, Tonneins, William Ousty remporte la Coupe Paul Dejean en 2011 ainsi que le Championnat de France Nationale 1 (troisième échelon national).
Son frère jumeau, Raphaël Ousty, est également joueur de rugby à XIII. 

## Palmarès
- Collectif :
  - Vainqueur du Championnat de France de 2e division : 2015 (Albi).
  - Vainqueur du Championnat de France de Nationale 1 : 2011 (Tonneins).
  - Vainqueur du Coupe Paul Dejean : 2011 (Tonneins).

- Individuel : 
  - Élu meilleur talonneur du Championnat de France : 2018 (Albi).

### En club
| Saison    | Club               | Compétition           | Matchs | Points | Essais | Goals | Drops |
| --------- | ------------------ | --------------------- | ------ | ------ | ------ | ----- | ----- |
| 2011-2012 | Villeneuve-sur-Lot | Championnat de France | 3      | -      | -      | -     | -     |
| 2012-2013 | Villeneuve-sur-Lot | Championnat de France | 5      | 4      | 1      | -     | -     |
| 2013-2014 | ?                  | -                     | -      | -      | -      | -     | -     |
| 2014-2015 | ?                  | -                     | -      | -      | -      | -     | -     |
| 2015-2016 | Albi               | Championnat de France | 20     | 45     | 11     | -     | 1     |
| 2016-2017 | Albi               | Championnat de France | 20     | 32     | 8      | -     | -     |
| 2017-2018 | Albi               | Championnat de France | 19     | 40     | 10     | -     | -     |
| 2018-2019 | Albi               | Championnat de France | 12     | 32     | 8      | -     | -     |
| 2019-2020 | Villeneuve-sur-Lot | Championnat de France | 11     | 8      | 2      | -     | -     |
| 2020-2021 | Villeneuve-sur-Lot | Championnat de France | 6      | 4      | 1      | -     | -     |